# Антонци (Пореч)
Антонци (итал. Antonzi) је насељено место у Републици Хрватској у Истарској жупанији. Административно је у саставу Града Пореча.

## Историја
После Првог светског рата, Рапалским споразумом са Истром припојено Италији, да би 1943. после капитулације Италије остао под немачком окупацијом, која је трајала све до 1945. После Другог светског рата, Париским мировним споразумом постаје део Југославије. Расоадом Југославије 1991, постаје део Републике Хрватске.

## Становништво
Становници се баве пољопривредом, туризмом и угоститељством.
Према последњем попису становништва из 2011. године у насељу Антонци живело је 164 становника који су живели у 66 домаћинства.
Кретање броја становника по пописима 1857—2001.
| година пописа  | 1857. | 1869. | 1880. | 1890. | 1900. | 1910. | 1921. | 1931. | 1948. | 1953. | 1961. | 1971. | 1981. | 1991. | 2001. | 2011. |
| бр. становника | 0     | 0     | 49    | 91    | 104   | 115   | 0     | 0     | 112   | 81    | 58    | 48    | 43    | 89    | 111   | 164   |

Напомена:У 1880. исказано као одвојени делови под именима Антонци и Прибанци (подаци овде сабрани), од 1890. до 1910. само под именом Прибанци, а од 1948. надаље само под именом Антонци. У 1857, 1869, 1921. и 1931. подаци су садржани у насељу Нова Вас. Од 1890. до 1910. исказивано као део насеља